# Ахперка
Ахперка (мар. Нырмычаш) — деревня в Горномарийском районе Республики Марий Эл. Входит в состав Озеркинского сельского поселения.

## Этимология
Название происходит от мужского имени Ахпер тюркского происхождения. Название Нырмычаш марийского происхождения: ныр «поле, поляна» + мычаш «конец», то есть «конец поля».

## География
Находится в юго-западной части республики Марий Эл на левобережье Волги на расстоянии приблизительно 7 км по прямой на северо-запад от районного центра города Козьмодемьянск и менее 2 км на северо-запад от центра поселения деревни Озерки.

## История
Упоминалась с 1859 года как околодок Ахперки с 4 дворами и 22 жителями. В 1897 году в д. Ахперка было 11 дворов и 63 жителя, в 1919 17 и 72, в 1929 25 и 117, в 1943 26 и 97. В 1948 году в деревне было 33 двора, в 1952 году — 72 двора, в 1979 году — 45 дворов. В советское время работали колхозы «Край леса», «Гранит» и «Смена».

## Население
Население составляло 45 человека (мари 89 %) в 2002 году, 27 в 2010.